# Berga, Norrköpings kommun
Berga är en bebyggelse i Norrköpings kommun. Orten är en villaförort omkring fyra kilometer nordost om Norrköping och strax väster om tätorten Lindö. 
Bebyggelsen klassades av SCB som en del av Lindö före 2015 varefter området klassades som en fristående tätort för att 2018 åter ses som en del av tätorten Lindö och 2023 åter fristående tätort.